# Mikojan-Gurevitj MiG-29SMT
Mikojan-Gurevitj MiG-29SMT, förkortat MiG-29SMT (ryska: Микоян-Гуревич МиГ-29СМТ, МиГ-29СМТ), är ett ryskt jaktflygplan som är en uppgraderad variant av stridsflygplanet Mikojan-Gurevitj MiG-29 och av den andra MiG-29-varianten Mikojan-Gurevitj MiG-29S. Flygplanet är designat och producerat av den ryska flygtillverkaren Mikojan-Gurevitj.

## Historik
Flygplanets första flygningen avslutades i april 1998. Serieproduktionen av planet började 2004.

## Konstruktion
MiG-29SMT har en längd på 17,32 meter, en spännvidd på 11,36 meter och en höjd på 4,73 meter.

## Utrustning/beväpning
MiG-29SMT har sex stycken vapenbalkar för att kunna bära vapensystem med hög precision.
De vapen som flygplanet kan bära är två R-27ER1, två R-27ET1 och sex RVV-AE medeldistans jaktrobotar, sex R-73E kortdistans jaktrobotar, fyra KAB-500Kr / KAB-500L bomber, en 30 mm Gsh-301 kanon, två Kh-29TE, två Kh-29L och fyra Kh-25ML luft-till-mark-missiler, två Kh-31A sjömålsrobotar och två Kh-31P luft-till-mark-missiler.
Flygplanet har till exempel förbättrad cockpit och avionik, ytterligare bränsletankar och uppgraderade motorer. Flygplanet har förbättringar av cockpitmiljön, ny radar, nya motorer, större vapenlast, längre räckvidd med mera. Planet används till exempel av det ryska flygvapnet idag tillsammans med några äldre varianter som genomgår massiva uppgraderingar i väntan på introduktionen av det nyare stridsflygplanet Suchoj Su-57.

## Användning
I mars 2006 ingick Algeriet ett avtal om att köpa 28 ensitsiga MiG-29SMT-flygplan. Mikojan-Gurevitj levererade 15 flygplan i april 2007. Den algeriska militären avvisade dock leveranserna och avbröt kontraktet under 2008 på grund av låg kvalitet av planen. De 28 avslagna MiG-29SMT-planen levererades istället till det ryska flygvapnet mellan 2009 och 2010.
I oktober 2004 fick Jemens flygvapen fick sin första MiG-29SMT. Jemens försvarsministerium lade en order på 1,3 miljarder dollar på 32 MiG-29SMT-flygplan i september 2006.
År 2006 ville det indiska flygvapnet göra uppgraderingar av sina 69 MiG-29-plan till MiG-29UPG, som är en liknande version av MiG-29SMT. Moderniseringen av sex flygplan inleddes i Ryssland i augusti 2008. De tre första MiG-29UPG:erna levererades i december 2012 och ytterligare tre stycken i mars 2013.
I april 2014 tecknade MiG ett treårigt kontrakt med det ryska försvarsministeriet för att leverera 16 stycken MiG-29SMT till deras flygvapen. Den första MiG-29SMT levererades i januari 2016.
I maj 2020 fick Syrien nya MiG-29SMT med en leveransceremoni som hölls på Rysslands flygbas i Humaymim i Syrien.

## Övrigt
MiG-29SMT har två stycken motorer av typen Klimov RD-33, vilket gör att flygplanet når en hastighet på 1 500 km/h på låg höjd och 2 400 km/h på höga höjder.
Flygplanets räckvidd är 1 800 km om den inte har några externa fälltankar. Räckvidden kan öka upp till 2 400 km med en fälltank och upp till 3 000 km med tre fälltankar. Flygplanet kan nå en maximal räckvidd på mer än 5 000 km när det är utrustat med tre fälltankar och ifall det sker en lufttankning. 
Den maximala G-belastningen för planet är nio G.
Den normala startvikten för planet är ungefär 17 000 kg och den maximala är ungefär 22 000 kg.
Flygplanet är installerat med en radar av typen Zhuk-ME, som utvecklades av Phazotron-NIIR.
Priset på den senaste MiG-29SMT låg på cirka 22 miljoner dollar.

## Bilder

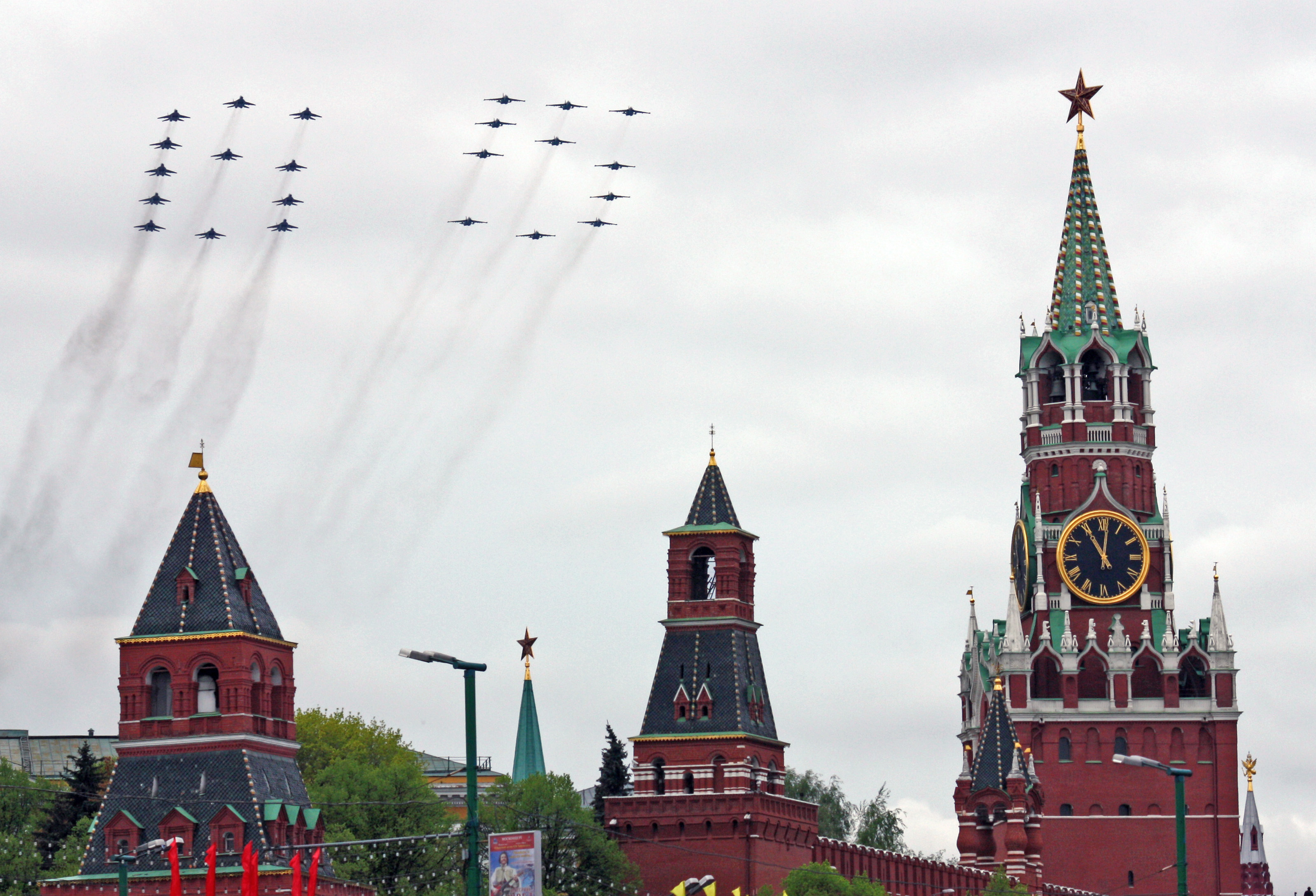
Flera MiG-29SMT tillsammans med Su-25:or flyger i formation över Röda torget i Moskva i Ryssland som ska föreställa nummer 65.
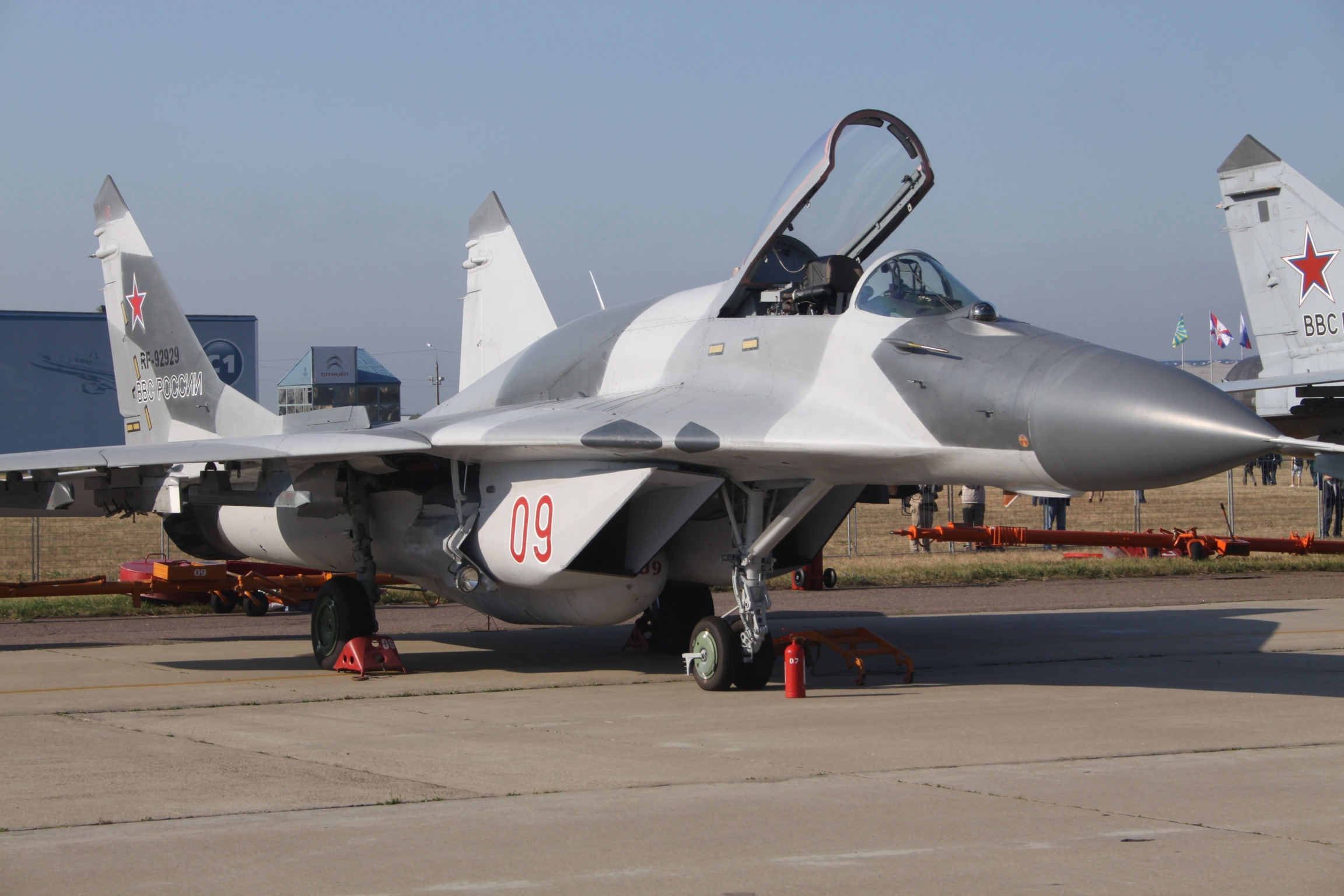
MiG-29SMT framifrån.
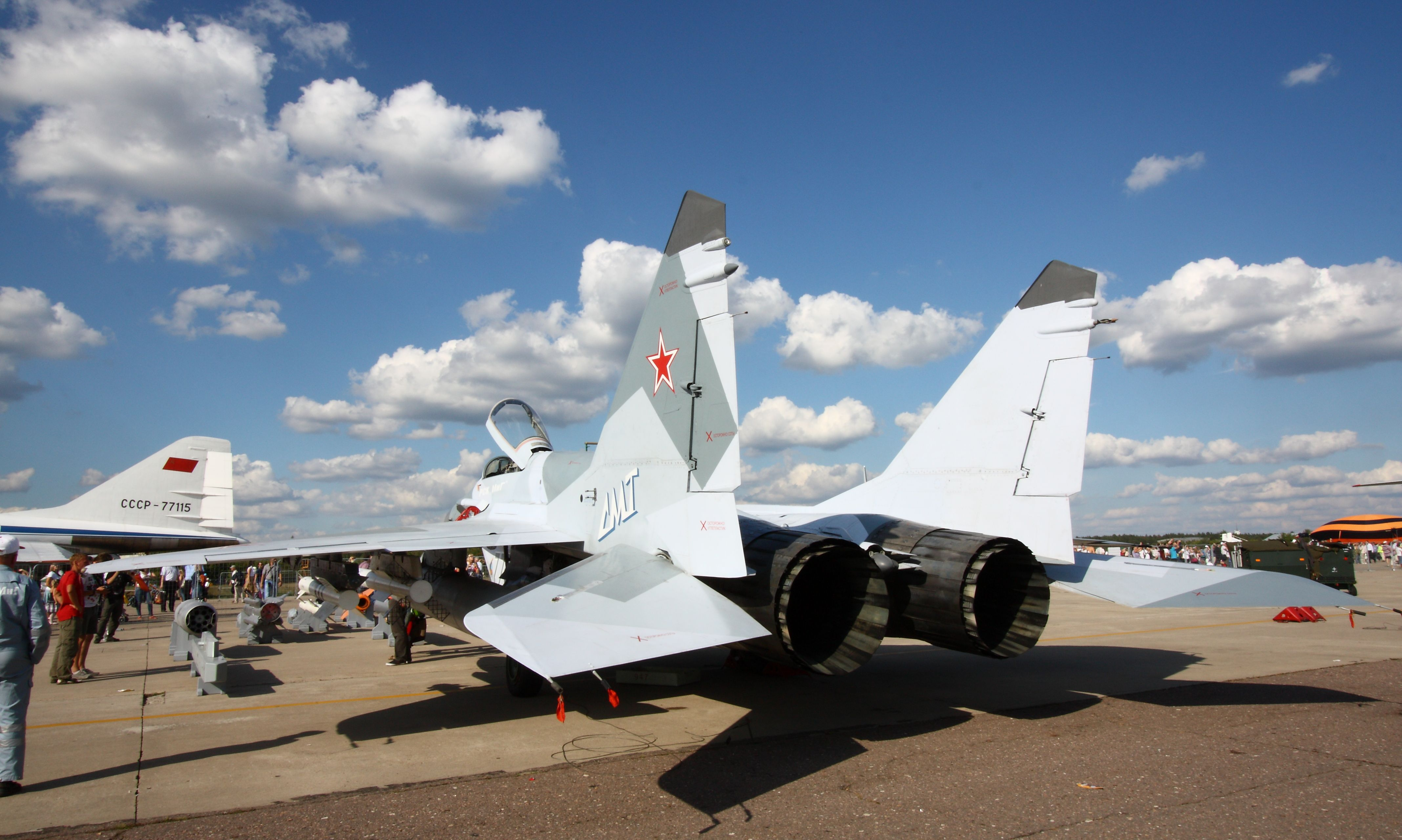
MiG-29SMT bakifrån.
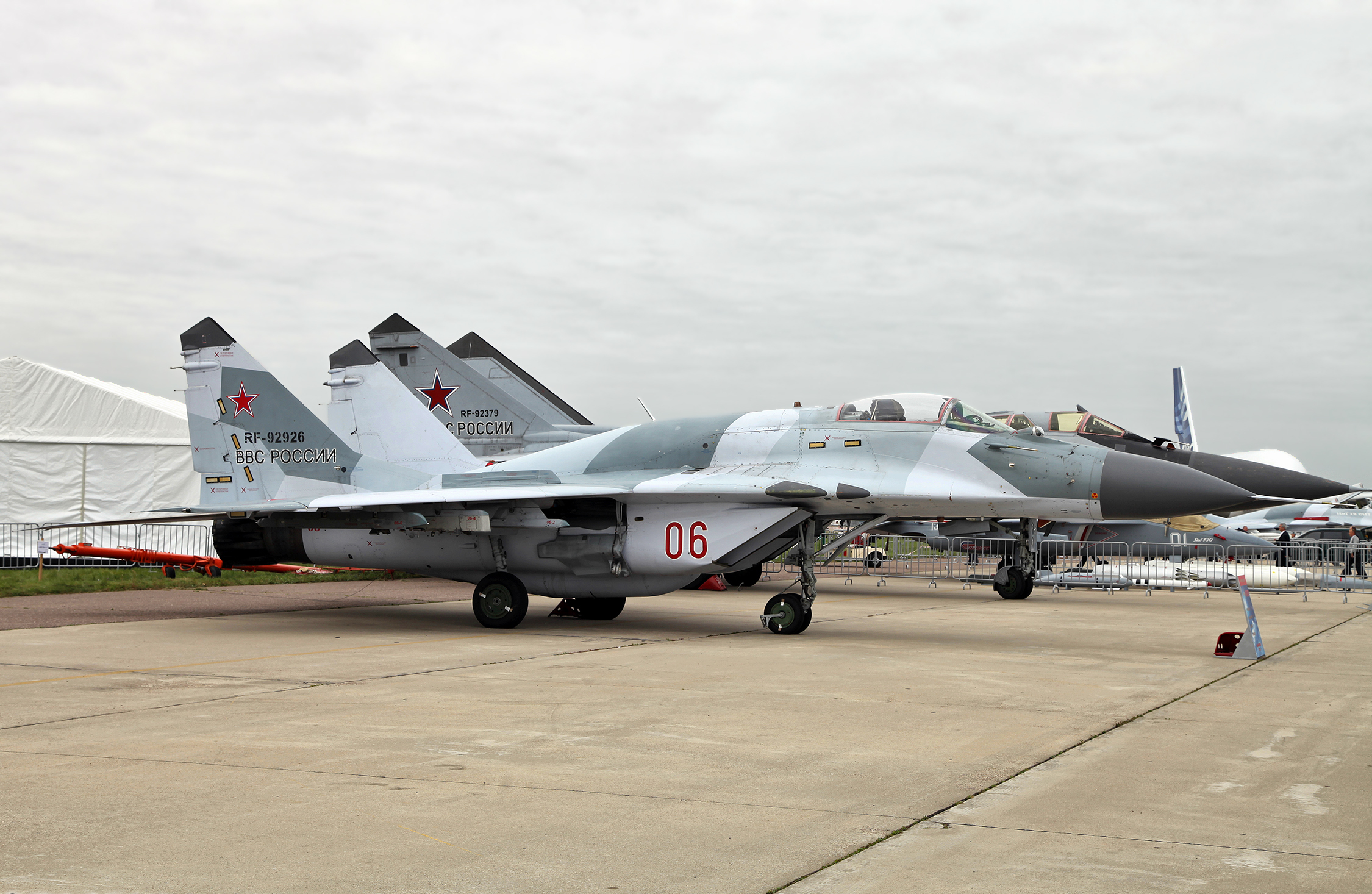
MiG-29SMT från sidan.
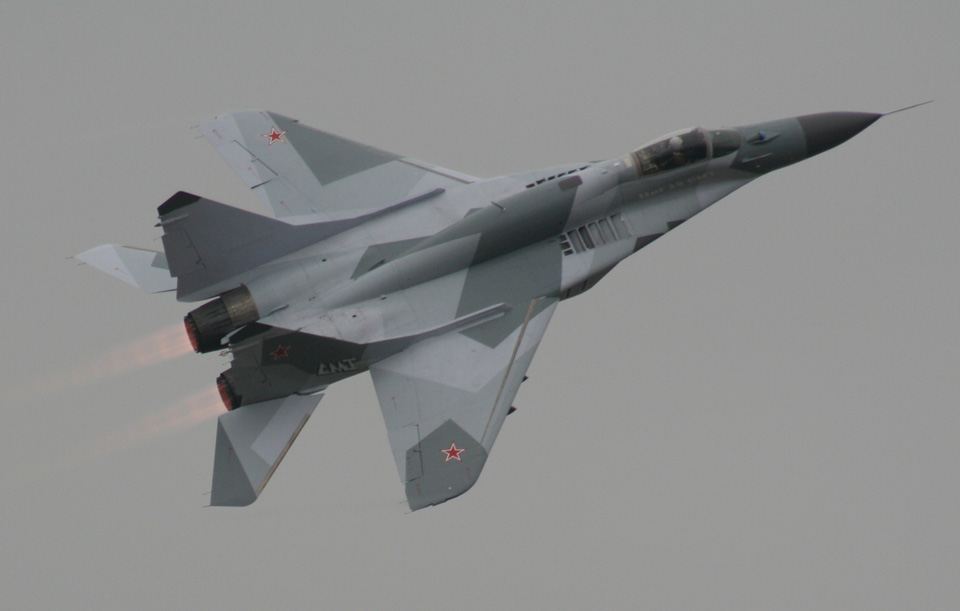
MiG-29SMT ovanifrån.
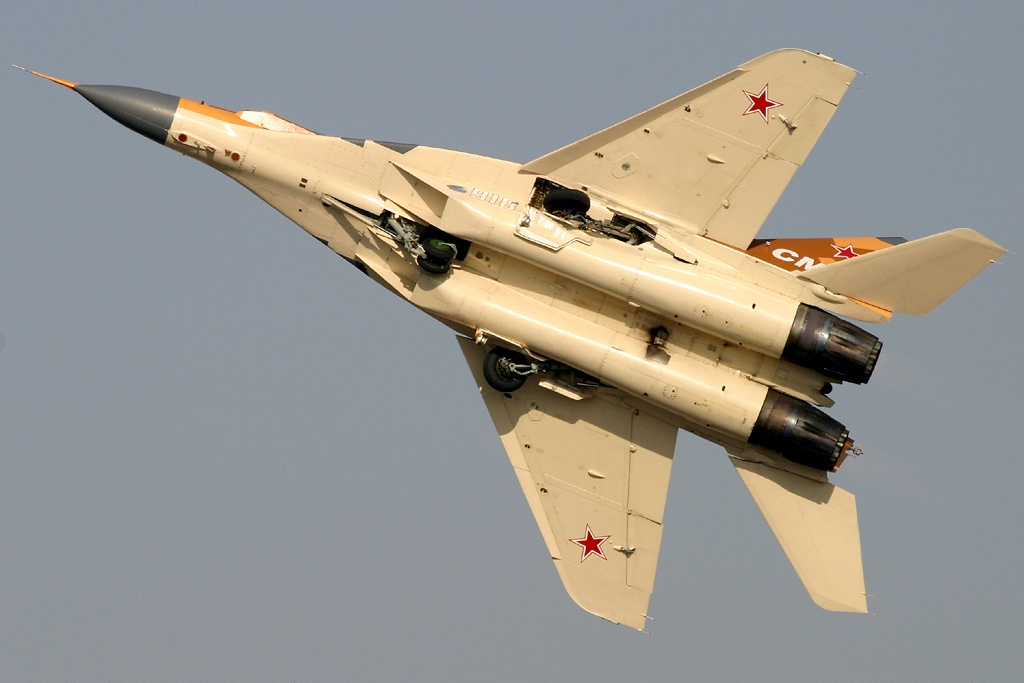
MiG-29SMT underifrån.
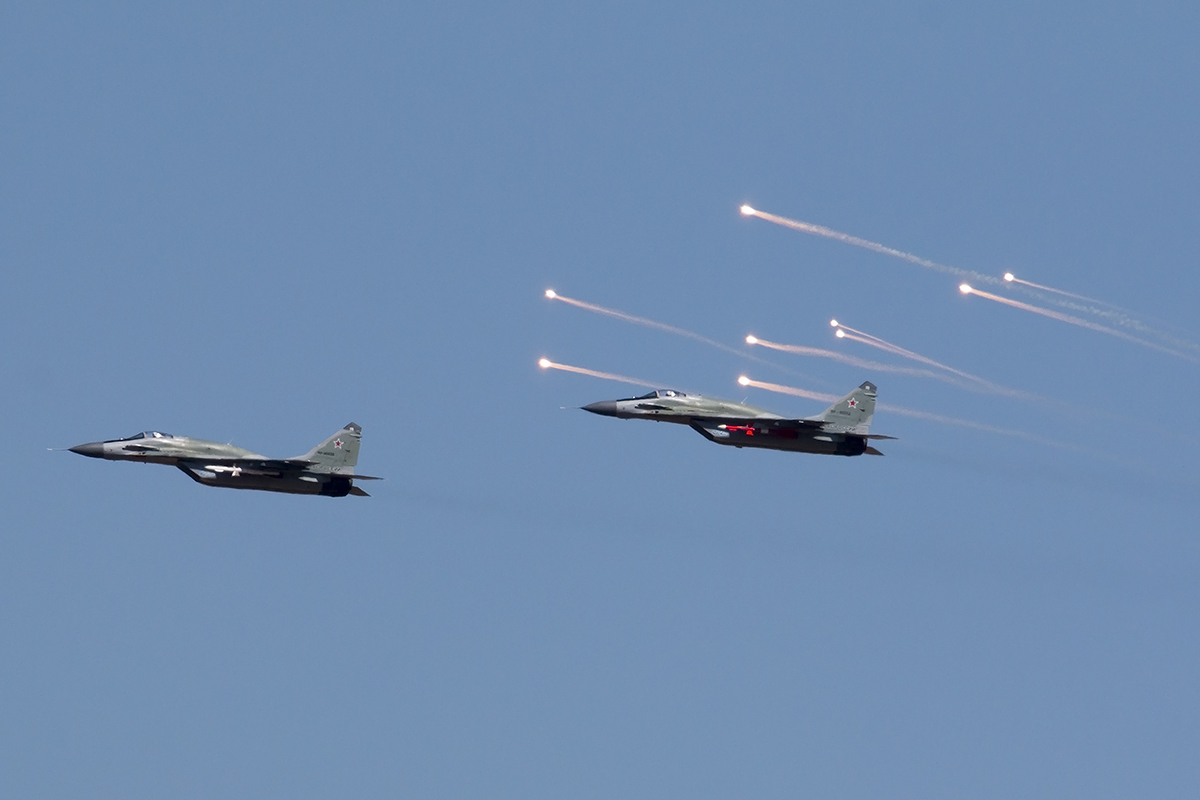
Två MiG-29SMT skjuter ut motmedel.